# Ania (legendarisch land)

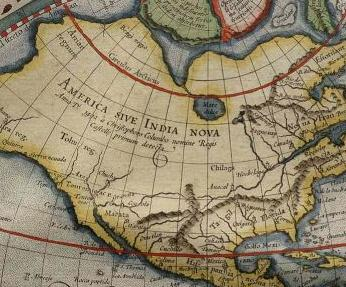
Ania op de kaart van Rumold Mercator (bovenaan links)

Het koninkrijk Ania (of Anian regnum in het Latijn) is een legendarisch koninkrijk, dat voor het eerst vermeld wordt door Marco Polo. Later verscheen het op de meeste kaarten van Noord-Amerika, in de omgeving van Alaska.
Als de gelijknamige zeestraat niet eveneens verzonnen zou zijn, zou de noordwestelijke doorvaart mogelijk zijn geweest.
Later werd de naam niet meer toegevoegd, maar op de kaart van Noord-Amerika van Alexis Hubert Jaillot uit 1694 verschijnt in dezelfde omgeving Terre d'Iesso. Ook hier is er een zeestraat, die de noordwestelijke doorvaart mogelijk zou kunnen maken.

## Vermeldingen van Ania
- Abraham Ortelius, op zijn wereldkaart uit 1570
- Gerardus Mercator en zijn zoon Rumold
- Willem Blaeu en zijn zoon Joan, op hun wereldkaarten uit 1630 en 1662